# Xbox (marca)
Xbox es una marca de videojuegos creada por y propiedad de Microsoft que incluye una serie de video-consolas desarrolladas por la misma compañía, de sexta a novena generación, así como aplicaciones (juegos), servicios de streaming y el servicio en línea Xbox Live. La marca fue introducida por primera vez el 8 de noviembre de 2001, en los Estados Unidos, con el lanzamiento de la consola Xbox.
Dicho dispositivo original fue la primera consola de videojuegos ofrecida por una empresa estadounidense después que de la Atari Jaguar detuvo ventas en 1996. La consola llegó a más de 24 millones de unidades vendidas hasta el 10 de mayo de 2006. La segunda consola de Microsoft, Xbox 360, fue lanzada en 2005 y ha vendido más de 85.6 millones de consolas en todo el mundo hasta junio del 2015. La sucesora de Xbox 360, la consola Xbox One, fue revelada el 21 de mayo de 2013. Xbox One ha sido lanzada en 21 mercados de todo el mundo el 22 de noviembre de 2013, ha vendido más de 60 millones de consolas, siendo el Reino Unido el primer país, y el 10 de noviembre de 2020 Microsoft lanza sus más recientes consolas, la Xbox Series X/S, que ha vendido más de 20 millones de consolas.

## Consolas

### Xbox

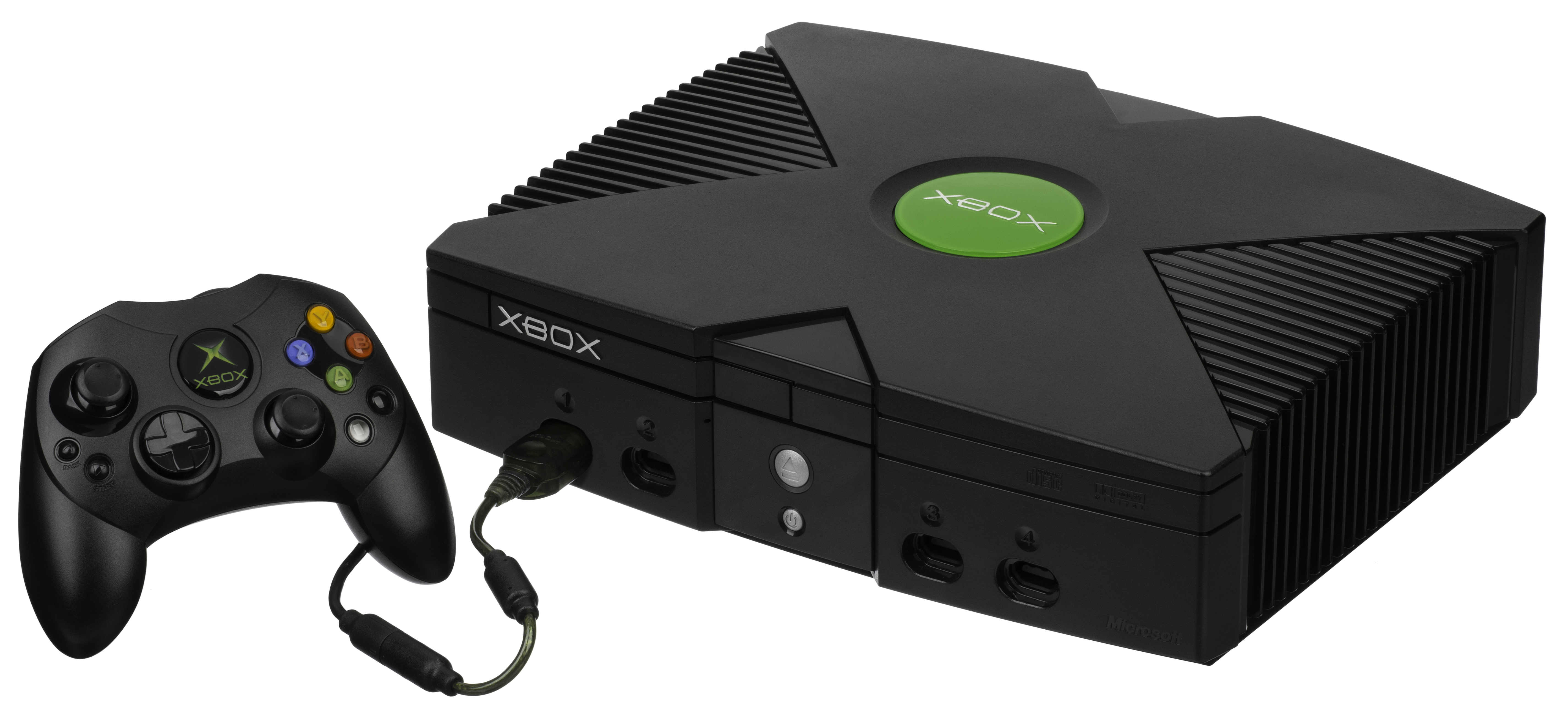
Consola Xbox con "Controlador S".

La Xbox fue desarrollada por un pequeño equipo de desarrolladores de videojuegos contratados por Microsoft. Microsoft retrasó en varias ocasiones la noticia de su nueva consola, y finalmente fue revelado como proyecto a finales de 1999, a raíz de las entrevistas con Bill Gates. Gates dijo que un dispositivo de juego de entretenimiento era esencial para la convergencia multimedia en los nuevos tiempos del ocio digital. El 10 de marzo de 2000, fue confirmado el nuevo proyecto Xbox, mediante un comunicado oficial de Microsoft.
Entonces, Microsoft lanzó en 2001 su Xbox, fue su primera consola de sobremesa (en colaboración con Intel)  y compitió contra la PlayStation 2, la segunda consola de Sony, la Gamecube de Nintendo y el Dreamcast de Sega. Su principal característica es su procesador central basado en el procesador Intel Pentium III. El sistema también incorpora un lector de DVD, un disco duro interno, puerto ethernet y por último el sistema dispone de cuatro conectores para los mandos.
La arquitectura de la Xbox está basada en la arquitectura x86, similar a la de un PC, lo que facilitó a los desarrolladores adaptar un gran número de títulos de PC para la Xbox, ayudando a ampliar el catálogo de juegos de la consola.
Después de su lanzamiento, Microsoft comenzó a trabajar en su sucesor utilizando una arquitectura diferente. A finales de 2005, fue lanzada la Xbox 360 como sucesora de la Xbox. En 2008, Microsoft retira del mercado la Xbox para así dedicarse a la comercialización de la Xbox 360. Las unidades vendidas de este equipo fueron de 24 millones, según las cifras oficiales.

### Xbox 360

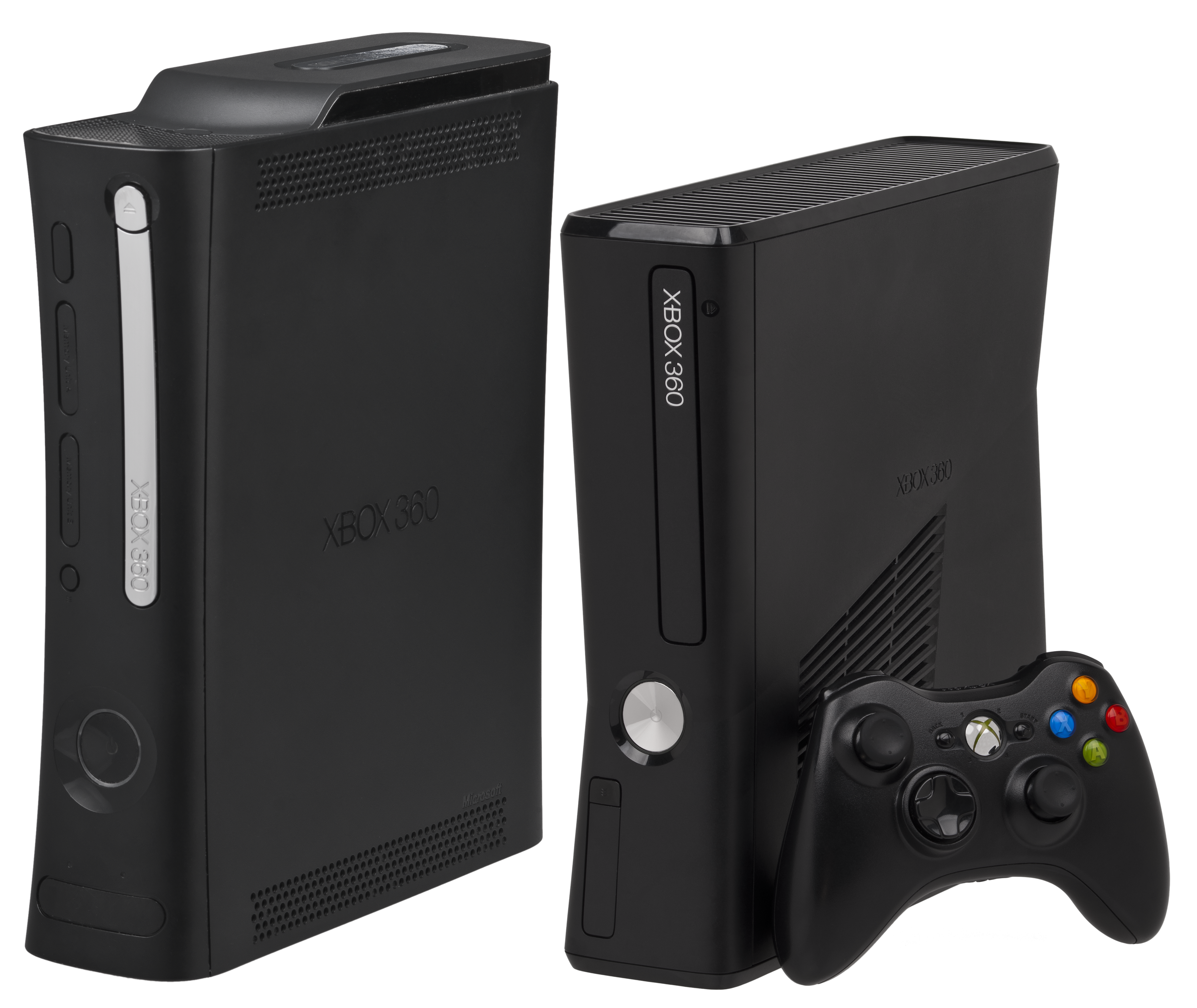
Izquierda: Xbox 360 Elite, Derecha: Xbox 360 S y nuevo controlador.

Xbox 360 es la segunda video-consola de sobremesa producida por Microsoft. Fue desarrollada en colaboración con IBM y ATI y lanzada en América del Sur, América del Norte, Japón, Europa y Australia entre 2005 y 2006. Su servicio Xbox Live permite a los jugadores competir en línea y descargar contenidos como juegos arcade, demos, tráileres, programa de televisión y películas. La Xbox 360 es la sucesora directa de la Xbox, y compitió con la PlayStation 3 de Sony y Wii de Nintendo como parte de las video-consolas de séptima generación.
Como principales características, están su unidad central de procesamiento basado en un IBM PowerPC y su unidad de procesamiento gráfico que soporta la tecnología de Shaders Unificados. El sistema incorpora un puerto especial para agregar un disco duro externo y es compatible con la mayoría de los aparatos con conector USB gracias a sus puertos USB 2.0. Los accesorios de este sistema pueden ser utilizados en una computadora personal como son los mandos y el volante Xbox 360.
La Xbox 360 se dio a conocer oficialmente en la cadena de televisión MTV el 12 de mayo de 2005 y las fechas de lanzamiento fueron anunciadas en septiembre de ese mismo año en el festival de videojuegos Tokyo Game Show. Es la primera consola en proporcionar un lanzamiento casi simultáneo en tres regiones principales de ventas (Europa, Japón y Estados Unidos).
Desde su lanzamiento en 2005, existieron cinco modelos, de los cuales dos están a la venta, los modelos Slim y Regular. La consola ha tenido buen mercado en Norteamérica, Europa y otras regiones del mundo (con la excepción de Japón). A fecha de enero de 2009, Microsoft habría vendido 39 millones de consolas, según las cifras oficiales. Se suspende la producción del modelo premium el 28 de agosto de 2009, pero las unidades seguirán siendo vendidas hasta que se agote el suministro. Existe un nuevo modelo disponible, el S, el cual posee una arquitectura rediseñada, y la nueva de edición limitada la E que trae el pack FIFA 14, la consola y un mando. Como principales características de este modelo se encuentran la inclusión de Wi-Fi y de un sistema más silencioso.
Finalmente Microsoft anunció la descontinuación de la consola en abril de 2016.

### Xbox One

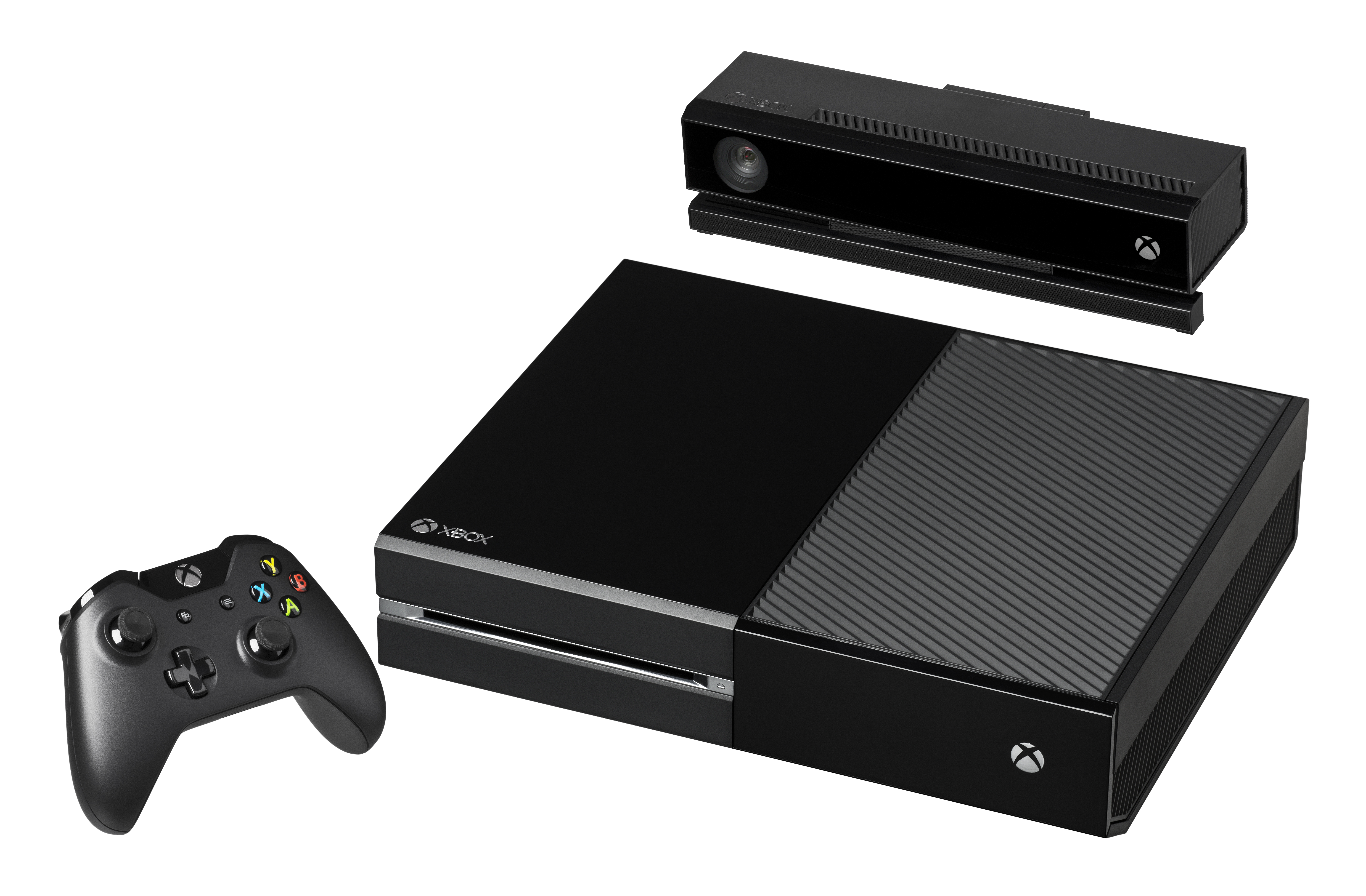
Xbox One con Kinect y controlador rediseñados.

La Xbox One es una consola de octava generación y la tercera video consola de sobremesa producida por Microsoft. Fue presentada el 21 de mayo de 2013 en la Xbox Reveal y sus características fueron dada a conocer el 10 de junio de 2013 en el E3. Es la sucesora de la Xbox 360 y actualmente compite con la PlayStation 4 de Sony y la Wii U de Nintendo. Su salida a la venta fue el 22 de noviembre de 2013 a un precio de 499 dólares en Estados Unidos.
La nueva consola cuenta con 8 núcleos de 64 bits, 8 GB de memoria RAM, 500 GB de disco duro y un lector Blu-Ray. Incluye además conexiones USB 3.0, HDMI in-out y WI-FI 802.11n Wireless. También el Kinect 2.0 cuenta con una cámara de 1080p que procesa 2 GB de datos por segundo con un tiempo de respuesta de 13 milésimas de segundo[cita requerida]. El sistema operativo está formado por el Kernel de Windows, además que comparte una interfaz similar, tendrá varias funciones multimedia y de Internet Explorer. Cuenta con una unidad óptica Blu-Ray Disc para películas e incluye el sistema cloud de almacenamiento en línea. Otras características son.
- Puede encenderse con sólo escuchar la voz del usuario.
- La Xbox One tiene aplicaciones para ver televisión y películas, así como escuchar música y hacer videoconferencias por medio de Skype.
- Tiene 5,000 millones de transistores, Blu-Ray y 8 GB de memoria RAM.
- Los juegos FIFA, Madden, NBA Live, Call of Duty y Forza Motorsport 5 tendrán una nueva versión para el dispositivo.
- Más de 15,000 servidores están detrás de la visión moderna del Xbox Live.
- Microsoft anunció una nueva serie de televisión de su franquicia Halo en asociación con Steven Spielberg.
- Xbox planea presentar 15 títulos exclusivos en el primer año de Xbox One.
- TV en Xbox One. Permite navegar y ver programas de televisión en vivo desde la conexión de tu de-codificador de cable, o set satelital.
- Snap. Podrás hacer dos cosas al mismo tiempo en la pantalla de tu casa, ya sea jugar y ver tu película favorita o platicar con tus amigos en Skype.
- ONE Guide, te permite buscar programas de televisión en la red a través de tu voz y crear una guía personalizada.
- La National Football League (NFL) aprovechará los dispositivos y servicios de Microsoft para evolucionar, tanto dentro como fuera de la cancha a través de Skype y Xbox SmartGlass.
- Cambios en el diseño de la consola en general junto con el Kinect.

El nuevo Kinect cuenta con el conocido sistema de gestos con grandes mejoras, además con un cambio diseño y una característica importante, el nuevo reconocimiento de voz de Xbox. Su precio es de $499 dólares estadounidenses; En México su precio es de $8499.00 MXN, fue lanzada el 21 de noviembre de 2013 en Europa y América inicialmente. La principal crítica que está recibiendo es la de su precio ya que únicamente la caja contiene la Xbox, cable de poder, Kinect 2.0 y un cable HDMI junto con los manuales correspondientes. Se espera que Microsoft baje su precio. El rumor es que la modificación del precio llegue hasta que la consola haya sido lanzada en los principales países donde comercializa Microsoft; esto aproximadamente en junio de 2014.

### Xbox Series X|S

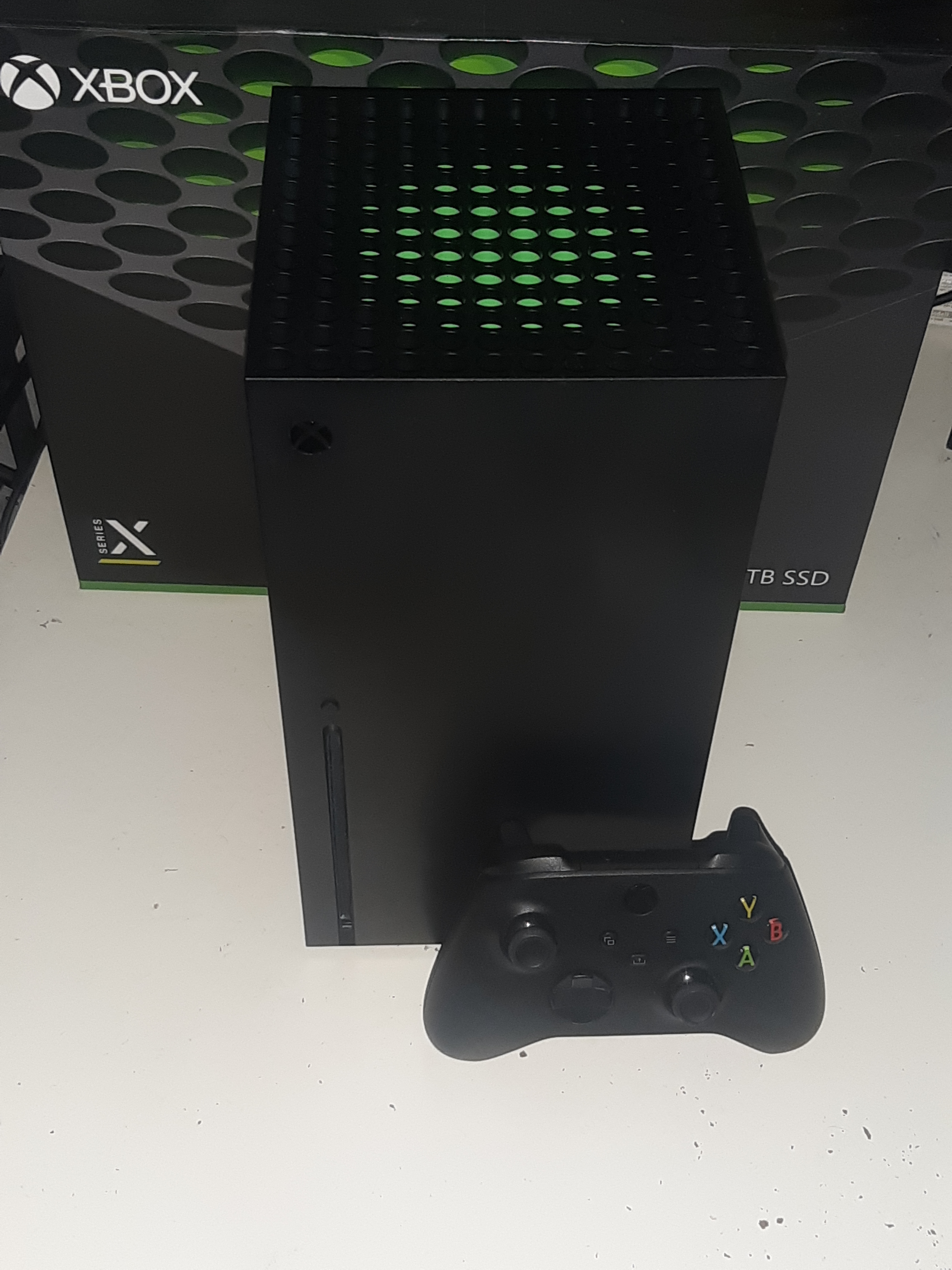
Xbox Series X con controlador

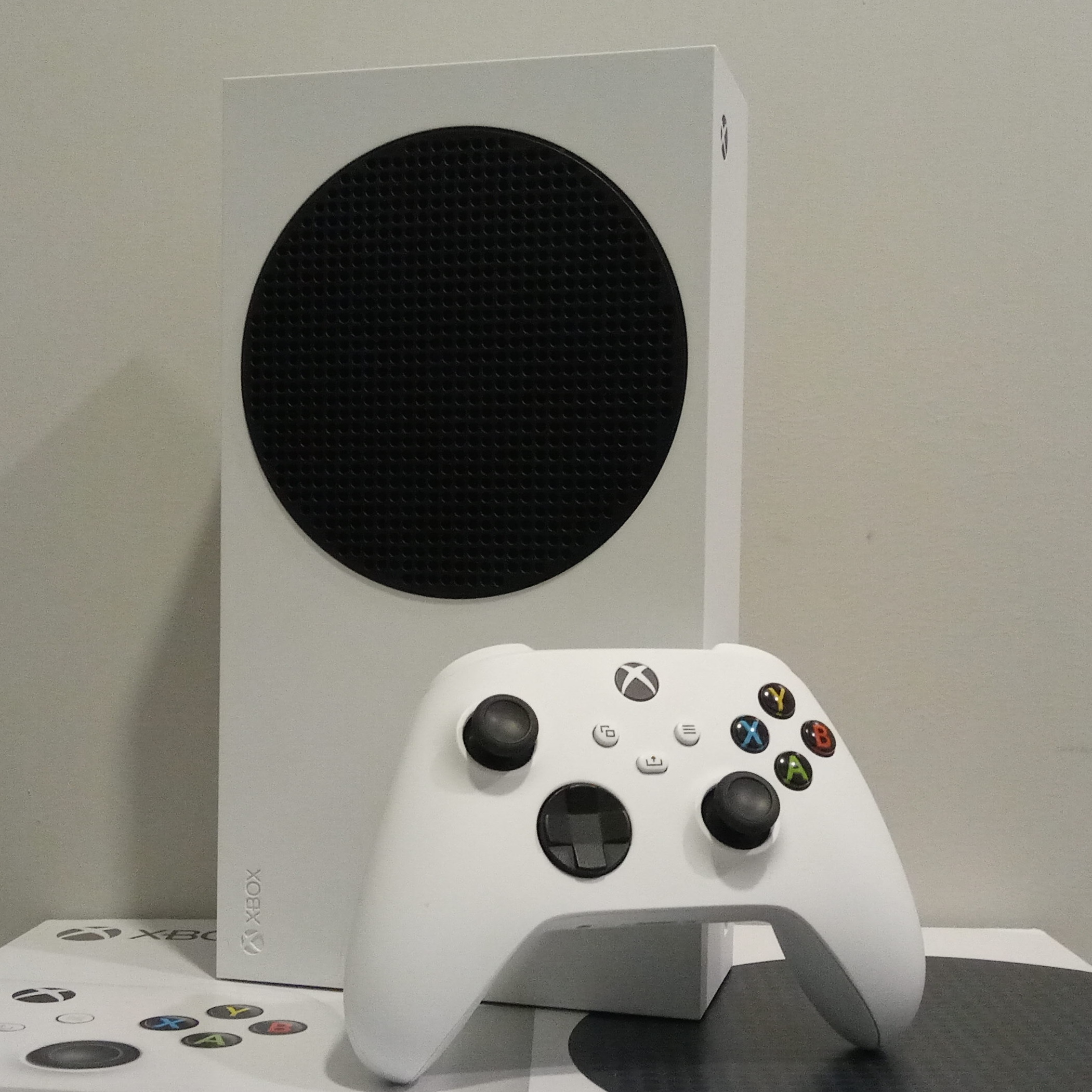
Xbox Series S con controlador

El 12 de diciembre de 2019, durante el evento The Game Awards 2019, Microsoft anunció oficialmente el nombre y el diseño del sucesor de Xbox One, Xbox Series X. Se dio a conocer por primera vez durante la conferencia de prensa de Microsoft en el E3 2019 bajo el nombre en clave "Proyecto Scarlett". La consola fue lanzada el 13 de noviembre de 2020, con un precio en Estados Unidos para la Series X de 499 dólares y 299 dólares para la Series S. Su competidora es la PlayStation 5 de Sony.
Microsoft declaró que Xbox Series X sería cuatro veces más potente que Xbox One X; algunas de sus características incluyen la arquitectura de CPU Zen 2 de AMD y la arquitectura de gráficos RDNA, una unidad de estado sólido de diseño personalizado, GDDR6 SDRAM y soporte para trazado de rayos en tiempo real, procesamiento de hasta 120 cuadros por segundo y resolución 8K. Microsoft también ha promovido el "modo automático de baja latencia" y la "entrada de latencia dinámica" para mejorar la capacidad de respuesta. El diseño de la Xbox Series X tiene una forma similar a una "torre", diseñado para posicionarse vertical u horizontalmente. La consola incluirá una versión actualizada del mando de Xbox One, agregando una cruceta circular cóncava similar al mando Elite y un botón "Compartir". Xbox Series X seguirá siendo compatible con los mandos y accesorios existentes de Xbox One. Mientras tanto, la Series S cuenta con muchos parecidos a Series X, pero tiene algunas diferencias, como menos Tera-FLOPS, es más pequeña, y no tiene lector de discos. 
La forma de la consola está diseñada para ser discreta y simple. Tiene aproximadamente 15 cm de ancho y profundidad, y 30 cm de alto; a pesar de que la consola está diseñada con una orientación vertical, también se puede usar de lado. Las características incluidas en el frente de la consola son únicamente el botón de encendido principal y la ranura para medios ópticos. La parte superior de la consola es un único ventilador potente. Phil Spencer mencionó que la Xbox Series X era tan silenciosa como la Xbox One X.
La versión actualizada del mando de Xbox One incluida en la nueva consola tiene un diseño ergonómico ligeramente más compacto que aumentará el porcentaje de los jugadores que puedan usarlo cómodamente. También será compatible con Xbox One y computadoras personales. Una nueva vía de entrada de latencia dinámica permite a los desarrolladores de videojuegos incorporar el retraso potencial del mando en sus videojuegos y mejorar la capacidad de respuesta.
Durante el E3 2019, Halo Infinite fue anunciado como un título de lanzamiento para la consola. Durante el The Game Awards 2019, Microsoft también reveló el videojuego Senua's Saga: Hellblade II de Ninja Theory, filial de Xbox Game Studios, en desarrollo para Xbox Series X.
Microsoft declaró que Xbox Series X sería compatible con títulos existentes de Xbox One, así como títulos de Xbox y Xbox 360 que se habían hecho compatibles con Xbox One; Para cumplir con este objetivo, Microsoft también afirmó que estaba deteniendo cualquier adición adicional de nuevos títulos al programa de compatibilidad con versiones anteriores en Xbox One para centrarse en la compatibilidad con versiones anteriores de la nueva consola. Phil Spencer declaró que Microsoft se comprometió a continuar apoyando la distribución física de videojuegos en discos en Xbox Series X.
El 26 de octubre de 2023 se anunció que Sarah Bond fue ascendida a presidenta de Xbox, convirtiéndose así en la dirigente de la marca y reportando directamente a Phil Spencer, director general de gaming en Microsoft. Por su parte, Matt Booty, quien fungía como jefe de Xbox Game Studios, tomará el cargo de presidente y encargado de gaming y contenido de ZeniMax, compañía matriz de Bethesda.

## Videojuegos
Cada consola tiene una variedad de juegos. La mayoría de los juegos lanzados en la Xbox original son compatibles y se pueden reproducir directamente en su sucesora, Xbox 360. Xbox One no es compatible con juegos originales de Xbox o Xbox 360 pero durante el E3 de 2015, se anunció la esperada retro-compatibilidad con los juegos de 360. Después en la E3 de 2017, se anunció la retro-compatibilidad con los títulos del Xbox original.

## Servicios en línea

### Xbox Network
Xbox Network (anteriormente Xbox Live) es el servicio de videojuegos en línea de Microsoft que da soporte a los videojuegos multijugador de sus videoconsolas Xbox Series X y Series S, Xbox One, Xbox 360 y Xbox (a esta última hasta el 2010), además de las plataformas para el sistema operativo Microsoft Windows (Games for Windows - Live) y con Windows Phone. El servicio "Silver" es gratuito y el "Core" tiene un costo de suscripción. Los contenidos son pagados aparte. El servicio fue lanzado el 15 de noviembre de 2002, obteniendo un gran éxito en su estreno. Actualmente más de 48 millones de usuarios inscritos y está disponible en varios idiomas.

### Xbox Live Marketplace
El Bazar Xbox Live (en inglés Xbox Live Marketplace) es un servicio en línea de Xbox Live para Xbox 360 operado y realizado por Microsoft que permite descargarse contenidos de Internet en Xbox 360.

### Xbox Game Pass
Xbox Game Pass es un servicio de suscripción de Microsoft que está disponible en las videoconsolas Xbox One con el propósito de garantizar a los usuarios con un catálogo de más de 200 juegos desarrollados por Microsoft y de otras editoras con un precio de suscripción mensual. El servicio se lanzó el 1 de junio de 2017.

### Xbox Game Pass Ultimate
Xbox Game Pass Ultimate es una edición de "combinación" entre  Xbox Game Pass For Console, Xbox Live Gold, Xbox Game Pass for PC y EA Play (un servicio de Electronic Arts con más de 80 juegos (casi 90). Actualmente la suscripción mensual junto con tarjetas de prepago son las formas de pago.

## Controladores

### Controlador de Xbox One
El mando de la consola mantiene una línea continuista en relación con el de Xbox 360. Su reparto de botones, joysticks y gatillos es en gran medida similar al de su predecesora, aunque sí muestra algunas novedades. La principal es que los gatillos poseen un sistema de vibración independiente. El botón Xbox no está tan centrado, situándose en la parte alta del periférico dejando lugar a dos nuevos botones: Menú (que engloba los antiguos Start y Select) y View que permite acceder a ventanas conceptuales relacionadas con el juego en uso. 
En la última versión del mando, dispone de conectividad Bluetooth 4.0 para conectarse a un PC, para ello es necesario tener la actualización Creators Update de Windows 10.

### Controlador de Xbox 360
El Controlador de Xbox 360 (en inglés: Xbox 360 Controller) es el principal controlador o joystick de la consola Xbox 360 de Microsoft. El mismo tiene dos versiones, con cable o inalámbrico y ambos son compatibles con la PC. Los joysticks originales de la Xbox no son compatibles con la Xbox 360.
La versión inalámbrica requiere de un receptor de juegos inalámbrico y funciona con baterías AA o recargables mientras que la versión con cable simplemente se conecta a los puertos USB de la consola.

### Mando Elite Xbox One
El mando elite mantiene el diseño del mando original para Xbox One fue anunciado en la E3 2015 e incorpora novedades respecto a la versión básica enfocadas al mundo de gaming profesional. Entre sus principales características y novedades se encuentran:
- Palancas intercambiables: El mando incluye 4 palancas intercambiables en la parte trasera que permiten mayor número de acciones sin necesidad de hacer combinaciones de botones.
- Joysticks intercambiables: Pensados en adaptarse a las manos de cualquier jugador así como sus necesidades y estilo de juego, el mando incluye un total de 6 joysticks de metal (2 estándar, 2 largos, y 2 curvos).
- Crucetas intercambiables: El mando incluye 2 crucetas intercambiables (1 en facetas y 1 estándar).
- Bloqueo de gatillos: El bloqueo de gatillos de alta sensibilidad permite mayor velocidad de disparo.
- Personalización ilimitada: El mando da la posibilidad de editar con total libertad las acciones que realiza cada botón a nuestro gusto, todo esto desde la aplicación de accesorios.
- Relieves de goma: Los agarres con relieves de goma permiten contar con un mejor agarre y control del mando.[25]

| Nombre | Original Xbox | Xbox (Slim) | Xbox 360 Slim | Xbox One | Xbox One Elite | Xbox Series X\|S |
| ------ | ------------- | ----------- | ------------- | -------- | -------------- | ---------------- |
| Mandos |               |             |               |          |                |                  |

### Kinect

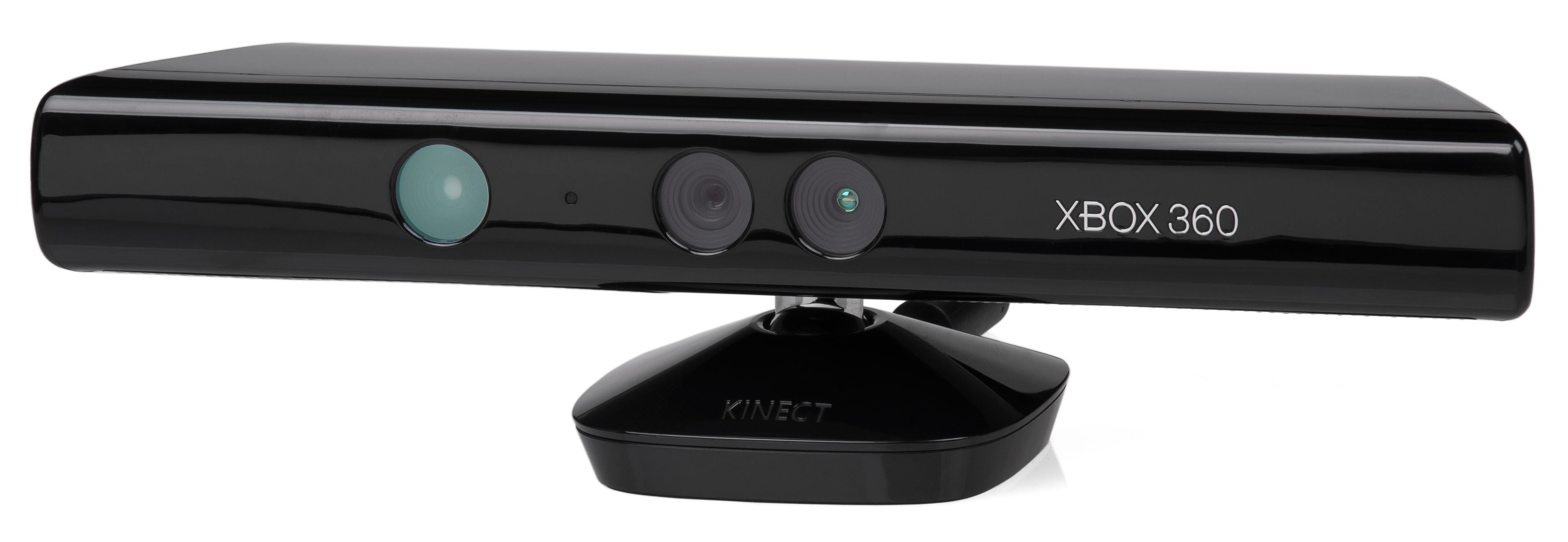
Sensor Kinect de Xbox 360.

Kinect para Xbox 360, o simplemente Kinect (originalmente conocido por el nombre en clave «Project Natal»), es «un controlador de juego libre y entretenimiento» creado por Alex Kipman, desarrollado por Microsoft para la video-consola Xbox 360, y desde junio del 2011 para PC a través de Windows 7 y Windows 8. Kinect permite a los usuarios controlar e interactuar con la consola sin necesidad de tener contacto físico con un controlador de videojuegos tradicional, mediante una interfaz natural de usuario que reconoce gestos, comandos de voz, y objetos e imágenes. El dispositivo tiene como objetivo primordial aumentar el uso de la Xbox 360, más allá de la base de jugadores que posee en la actualidad. En sí, Kinect compite con los sistemas Wiimote con Wii MotionPlus y PlayStation Move, que también controlan el movimiento para las consolas Wii y PlayStation 3, respectivamente.
Kinect fue lanzado en Norteamérica el 4 de noviembre de 2010 y en Europa el 10 de noviembre de 2010. Fue lanzado en Australia, Nueva Zelanda y Singapur el 18 de noviembre de 2010, y en Japón el 20 de noviembre de ese mismo año. Las opciones de compra para el sensor Kinect incluyen: un paquete con el dispositivo mismo y la consola Xbox 360, ya sea con una de 4 GB o 250 GB y el juego Kinect Adventures, un paquete que incluye el sensor con el juego Kinect Adventures y otro (por tiempo limitado) que incluye el dispositivo Kinect con el juego Kinect Adventures y un código que permite descargar el juego Child of Eden.